# Gondi Mallenahalli, Holenarsipur
Gondi Mallenahalli là một làng thuộc tehsil Hole Narsipur, huyện Hassan, bang Karnataka, Ấn Độ.